# Курипов
Курипов (укр. Курипів) — село в Галичской городской общине Ивано-Франковского района Ивано-Франковской области Украины.
Население по переписи 2001 года составляло 169 человек. Занимает площадь 4,629 км². Почтовый индекс — 77161. Телефонный код — 03431.

## Известные уроженцы и жители
- Мох, Рудольф (1816—1892) — украинский поэт, общественный деятель, священник.